# لا کدنیرا
لا کدنیرا (به اسپانیایی: La Codoñera) یک شهرستان در اسپانیا است که در استان تروئل واقع شده‌است.

## خصوصیات
لا کدنیرا ۲۱ کیلومترمربع مساحت و ۳۴۰ نفر جمعیت دارد.